# Metformin
Metformin, được bán dưới tên thương mại Glucophage và các nhãn khác, là thuốc điều trị đầu tiên trong điều trị bệnh tiểu đường loại 2, đặc biệt ở những người thừa cân. Nó cũng được sử dụng trong điều trị hội chứng buồng trứng đa nang. Nó không liên quan đến tăng cân. Nó được uống bằng miệng.
Metformin thường được cơ thể dung nạp tốt. Các tác dụng phụ thường gặp bao gồm tiêu chảy, buồn nôn và đau bụng. Nó có nguy cơ thấp gây ra lượng đường trong máu thấp. Nồng độ axit lactic trong máu cao là một mối quan tâm nếu thuốc được kê đơn không phù hợp hoặc với liều lượng quá lớn. Nó không nên được sử dụng ở những người mắc bệnh gan hoặc các vấn đề về thận. Mặc dù không có tác hại rõ ràng đến từ việc sử dụng trong khi mang thai, insulin thường được ưa thích cho bệnh tiểu đường thai kỳ. Metformin là một thuốc chống tăng huyết áp biguanide. Nó hoạt động bằng cách giảm việc sản xuất glucose của gan và tăng độ nhạy insulin của các mô cơ thể.
Metformin được phát hiện vào năm 1922. Bác sĩ người Pháp Jean Sterne bắt đầu nghiên cứu ở người vào những năm 1950. Nó được giới thiệu như một loại thuốc ở Pháp vào năm 1957 và Hoa Kỳ vào năm 1995. Metformin nằm trong Danh sách các loại thuốc thiết yếu của Tổ chức Y tế Thế giới, trong đó liệt kê các loại thuốc an toàn và hiệu quả nhất cần thiết trong hệ thống y tế. Metformin là thuốc được sử dụng rộng rãi nhất cho bệnh tiểu đường dùng qua đường miệng. Nó có sẵn như là một loại thuốc chung chung. Giá bán buôn tại các nước phát triển là khoảng  đô la Mỹ 0,21 và $ 5,55 mỗi tháng tính đến năm 2014. Tại Hoa Kỳ, chi phí là  đô la Mỹ 5 đến 25  đô la Mỹ mỗi tháng. Năm 2016, đây là loại thuốc được kê đơn nhiều thứ tư tại Hoa Kỳ, với hơn 81 triệu đơn thuốc.